# 藤原祐規
藤原祐規 （日语：／ Fujiwara Yūki，1981年4月24日—）日本男性聲優、俳優。 血型A型。身高176cm、體重56kg。出身日本三重縣，目前隸屬於amuleto。

## 人物
- 2002年加入Bring-up ，2006年10月，與YOH組成「ZERO」。
- 2007年6月至2008年5月期間，與平野貴裕、下崎紘史、林伊織、峯暢也組成「ALL BOYS LIMITED」。
- 家中的長男，弟妹稱呼他「祐規にぃちゃん」（大哥）。
- 小學時代想當飛行員，但是因為視力不佳放棄了。而現在的目標是成為像三木真一郎一樣優秀的聲優，並一直朝這個方向努力著。
- 興趣與特技分別是溜冰和按摩。
- 喜歡的食物是冰淇淋和米飯。並不特別喜歡蒟蒻和哈密瓜。沒有特別討厭的食物，但意外地沒辦法吃御節料理。
- 喜歡的類型是積極活潑（帶點傻氣）的女性，以及值得尊敬的人。認為女性整理瀏海的動作非常有魅力。
- 偏好纖細的腰身。
- 中學時代是陸上部。
- 喜歡別人稱自己為“役者”，另外有愛稱フッキー(ふっきー)、ふっきゅん、フーさん(ちゃん)。
- 在家庭教師DVD附錄的瓦利亞聲優座談會中表示，貝爾飛格爾是他第一個接到的「比較大的角色」，在這之前都是擔任路人甲的角色。
- 有經營自己的部落格（Jugem），並命名為「タイトルって必要なのかな・・・。」（有取標題的必要嗎．．．。），也有經營推特。

## 參與作品

### 電視動畫
2002年
- 哨聲響起（向山智之、部員）

2004年
- 遊戲王GX（原田、青髮少年、無念假面騎士）

2005年
- 極速方程式（伊佐宏）

2006年
- 家庭教師HITMAN REBORN!（貝爾飛格爾）

2007年
- 奇幻魔法Melody：輕鬆舒暢♪（馴鹿C、役人C）

2008年
- 奇幻魔法Melody4（ピエール）

2009年
- 浪漫追星社（男子）
- 11eyes -罪與罰與贖的少女-（ira）

2010年
- 王牌投手 振臂高揮〜夏季大會篇〜（松下貴光）
- 遊戲王5D's（紅蓮惡魔的僕人）#111-113

2011年
- 遊戲王ZEXAL（銀次）

2012年
- 白熊咖啡館（食蟻獸、豪豬、袋鼠、来場者、男性、部下、客人、ティッシュ配り）

2013年
- 銀河機攻隊 莊嚴皇子（藍凱修·錢德拉塞卡）
- 超次元戰記 戰機少女（匿名者）

2014年
- 東京喰種（瓶兄弟〈兄〉）
- 笑傲曇天（蘆屋睦月）

2015年
- 赤髮白雪姬（衛兵B）

2016年
- Scared Rider Xechs（EPIPHONE）
- 黑白來看守所（梁）

2017年
- 偶像事變（神代桂）
- CHAOS;CHILD（伊藤真二）
- 異世界食堂（貴族士官）

2018年
- DOUBLE DECKER！道格＆基里爾（米拉·弗魯貝爾）

2019年
- YU-NO 在這世界盡頭詠唱愛的少女（結城正勝）

### 劇場版動畫
2015年
- 颱風的諾爾達（サワヤカ）

### 網路動畫
2017年
- 黑白來看守所 第2期（梁）

### 遊戲
- 《家庭教師系列》：貝爾飛格爾
- 《サイキン戀シテル?》：赤井川慎
- 《斷罪のマリア》：ジード
- 《牧場物語- 歡迎來到風之集市》：ユリス
- 《秋之回憶6:T-wave》：冢本志雄
- 《秋之回憶6:T-wave》：冢本志雄
- 《在黑暗盡頭等待你》：風野太郎
- 《絕対迷宮グリム　七つの鍵と楽園の乙女》：夢魔/狐
- 《皇牌空戰X2》：トーリャ・キリアコフ
- 《Omertà～沉默的法則～》：(遠野梓)(馬甲：金田亮)
- 《BEYOND THE FUTURE ~FIX THE TIME ARROWS~》：ナユタ
- 《夢王國與沉睡中的100位王子殿下》：庚
- 《暗闇の果てで君を待つ （页面存档备份，存于）》：風野太郎

### 廣播劇
- 《Drama CD Real Rode ～Pure White Disc～》：衛兵
- 《天下一★戦國LOVERS　-奧州の月-》：石川五右衛門
- 《リスタート》：モデル
- 《ハート·ストリングス》：従業員
- 《テレビくんの気持ち》：宮崎
- 《幻想の在処は現実》：阿道
- 《オメルタ～沈黙の掟～ ドラマCD Vol.7 梓编「濡れ鼠と杀し屋」》：遠野梓
- 《オメルタ～沈黙の掟～ステージソングCD Vol.3 梓编「スラッジ・レイン》：遠野梓
- 《夢王国と眠れる100人の王子様 ～王子達のイケナイ?夜遊び～》：カノエ

### Radio
- リボラジ! ～ぶっちゃけリング争夺战～（第29 - 34回パーソナリティ、第17・37・38回ゲスト）[送信结束]
- ABL的Webラジオ ALL BOY'S LIMITED ON THE RADIO [送信结束]
- ヘルファイアラジオ（パーソナリティ）

### 電影
- 《網球王子真人電影版》：不動峰網球部部員

### 舞台劇
- 《網球王子舞台劇in winter 2004-2005 side 不動峰～special match～》：神尾明
- 《網球王子舞台劇 Dream Live 2nd》：神尾明
- 《劇團アルターエゴ 第26回公演 ｢三人姉妹 金壷亲父恋达引｣》：萬七
- 《劇團アルターエゴ 第27回公演 ｢HAKKENDEN2005｣》：犬川義三
- 《劇團アルターエゴ 第28回公演 ｢マクベス｣》：マルカム
- 《SMILY☆SPIKY 初公演 ｢ダストスパート｣》：岩崎タケル
- 《網球王子舞台劇 Dream Live 4th》：神尾明
- 《Be With プロデュース VOL.2 ｢灰とダイヤモンド ASHES AND THE DIAMOND｣》：エメラルド
- 《Func A ScamperS  ｢彼女が服を着た理由｣》：箕輪劍也(客串)
- 《EASY×RIDER》：新
- 《MOON STRUCK～月の辉く夜に～》：夏月
- 《マリア・マグダレーナ來日公演 ｢マグダラなマリア｣～マリアさんのMad (Apple) Tea Party～》：クリッパラ
- 《Func A ScamperS  ｢君の先｣》：ベイザワ(客串)
- タカイズミプロジェクト Vol.2 ｢Second Lesson｣～カエルの王子が導く超個人的戀愛作法～
- 《Func A ScamperS  ｢突然3号｣》：沢村六助・本物の大志客串）
- 《亂童》：五十岚渉（主演）
- 《聖鬥士星矢Super musical》：南十字星·克萊斯特·役
- 《最遊記歌劇伝－God Child－》：豬八戒·役
- 《最遊記歌劇伝－Burial－》：豬八戒·役
- 《最遊記歌劇伝－Reload－》：豬八戒·役
- 《最遊記歌劇伝the Movie －Bullets－》：豬八戒·役
- 《最遊記歌劇伝－Oasis－》：豬八戒·役

### 廣播-素顏の少年
發行歌曲：
- 素顏の少年：幸せのありか 歌 藤原佑規
- 素顏の少年：星屑エレジー 歌 红叶美绪&藤原佑規
- 素顏の少年：素颜のモノローグ 歌 红叶美绪&藤原佑規&飯田利信&豐永利行
- 素顏の少年：ボクラノヒカリ 歌 红叶美绪&藤原佑規&飯田利信&豐永利行
- 素顏の少年：Believe in myself 歌 红叶美绪
- 素顏の少年：Rumble Kiss 歌 飯田利信
- 素顏の少年：WaRatte!! 歌 豐永利行
- 素顏の少年：Beyond 歌 豐永利行
- 素顏の少年：アリガトウ 歌 飯田利信&豐永利行

### 音樂CD
- 家庭教師-角色歌專輯 THE VARIA SONGS/｢嵐の王子｣(貝爾飛格爾)
- 斷罪のマリア-角色歌專輯 gran jubilee vol.2 迷宮の子羊編/孤獨の狼(ジード)
- 家庭教師-角色歌專輯 SONG"BLUE"~rivale~/｢bloody prince｣(貝爾飛格爾)
- 絕対迷宮グリム キャラクターコンセプトCD Vol.1 野イチゴを摘むあかずきん柿原徹也(夢魔)
- 絕対迷宮グリム キャラクターコンセプトCD Vol.2 悪魔の笛吹きハーメルン寺島拓篤（夢魔）
- 絕対迷宮グリム キャラクターコンセプトCD vol.4 おとぎの絵描きルートヴィッヒ水島大宙（夢魔）
- 絕対迷宮グリム キャラクターコンセプトCD Vol.6 悪夢の道化師♪夢魔藤原佑規（夢魔）

### 寫真集
- 藤原祐規 フォトブック「FUKEY TIME」

## 外部連結
- amuleto 公式簡歷 （页面存档备份，存于） （日語）
- タイトルって必要なのかな・・・。 （页面存档备份，存于） （日語）－藤原祐規的部落格（2006年7月9日－）。
- 藤原祐規 Yuki Fujiwara的X（前Twitter） （日語）